# 訃報 1977年12月
訃報 1977年12月（ふほう 1977ねん12がつ）では、1977年（昭和52年）12月中に物故した、又は物故が報じられた人物についてまとめる。

## （1日 - 15日）

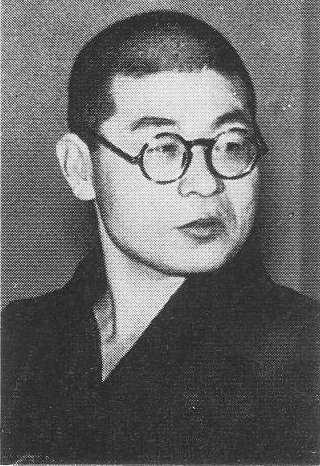
海音寺潮五郎／12月1日没

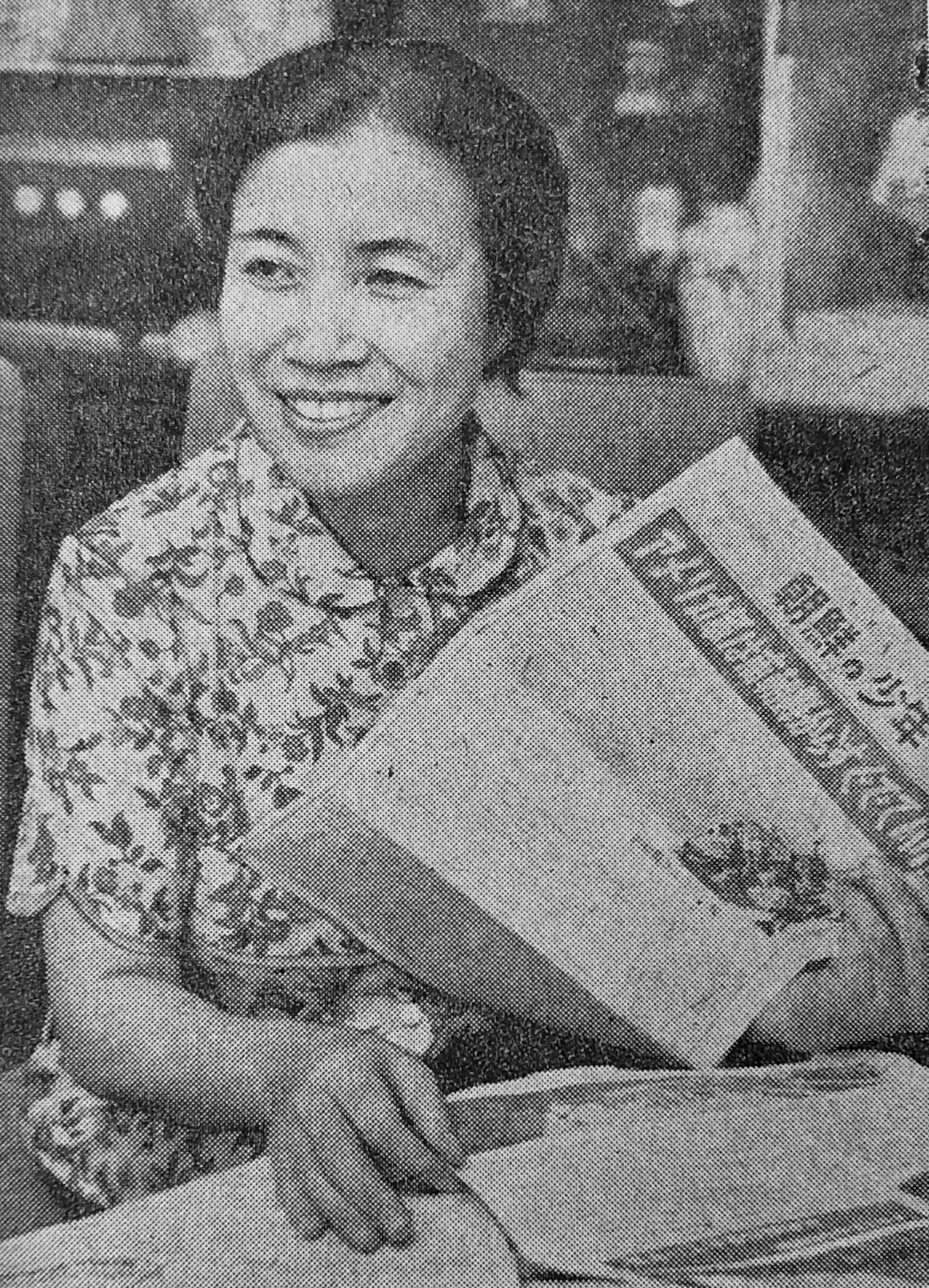
望月優子／12月1日没

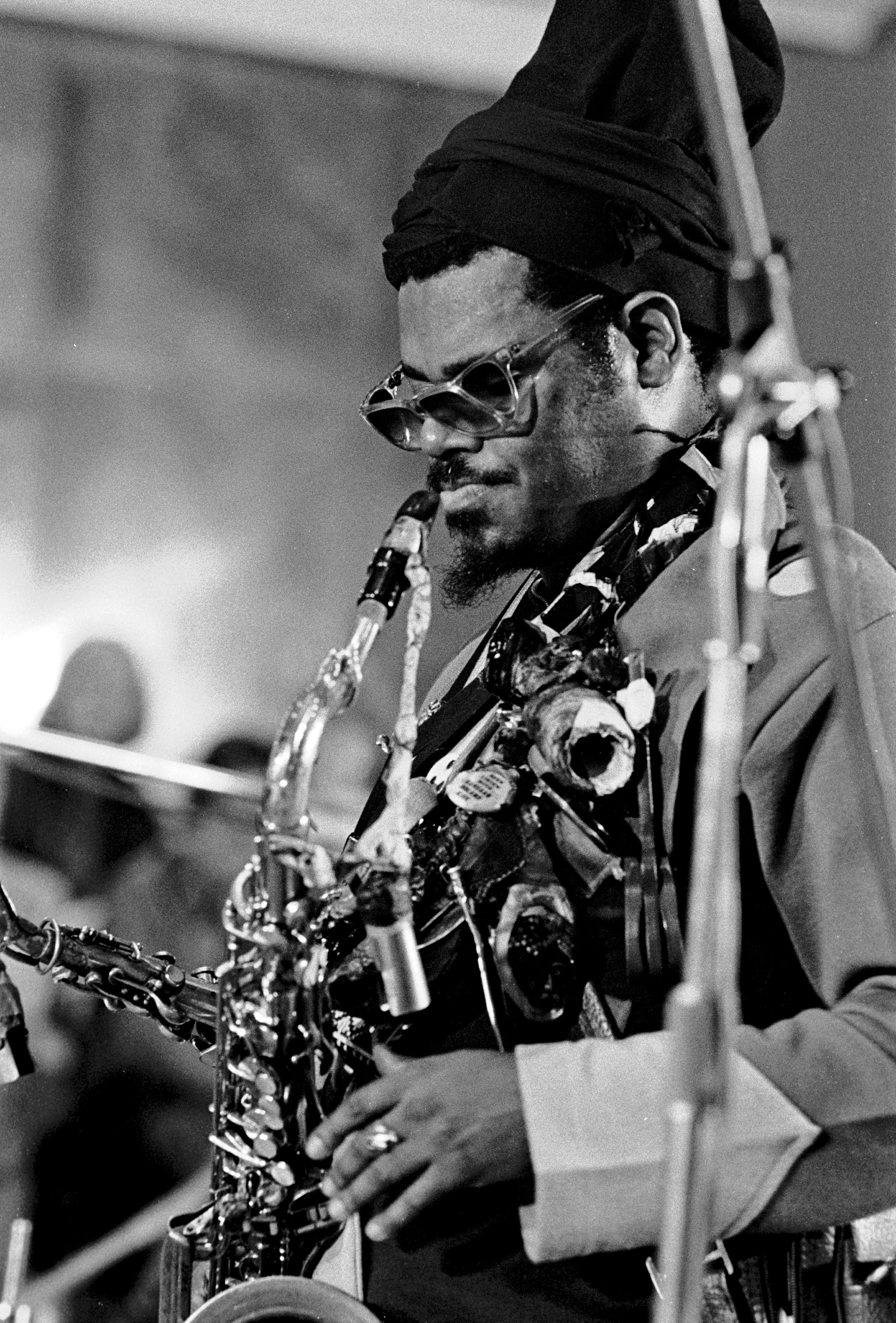
ローランド・カーク／12月5日没

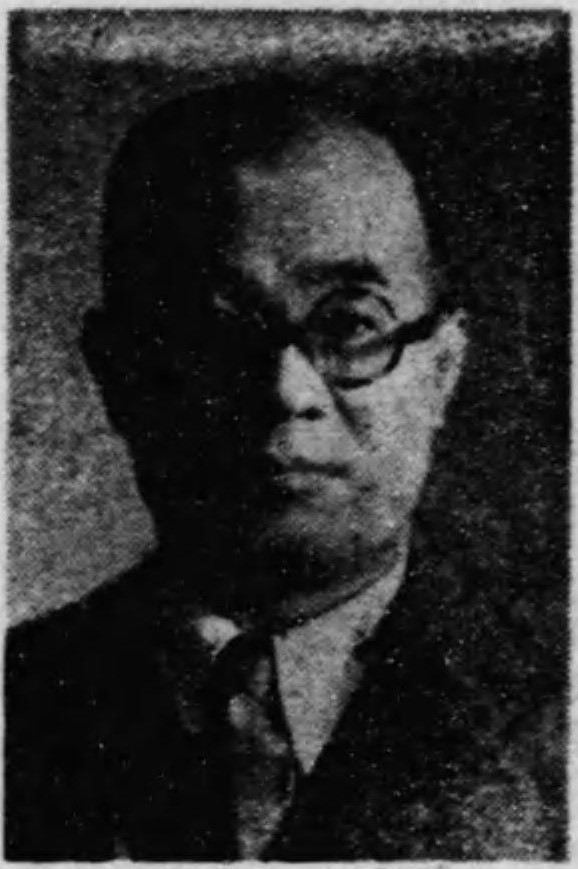
小野瀬忠兵衛／12月11日没

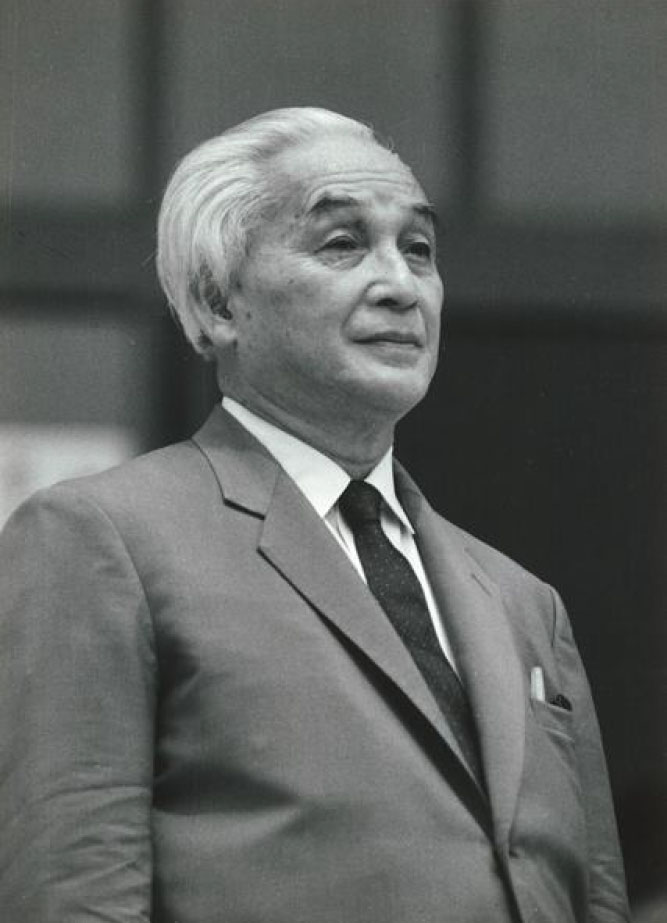
小原國芳／12月13日没

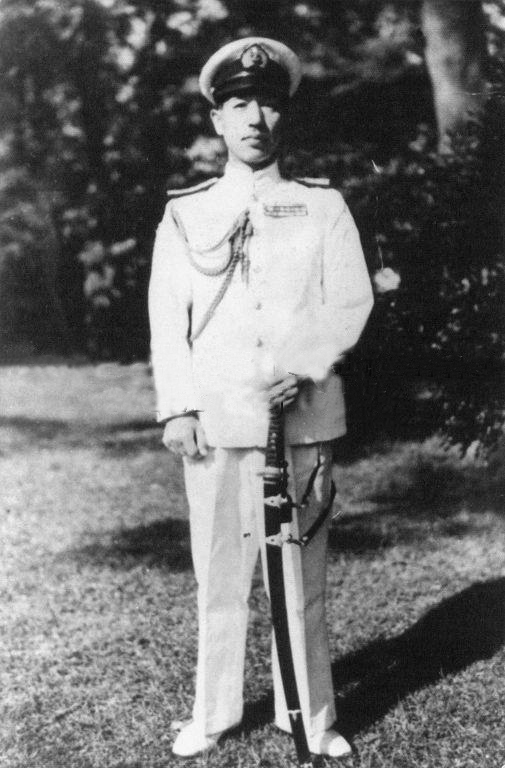
前田精／12月13日没

- 12月1日 - 海音寺潮五郎、小説家（* 1901年）
- 12月1日 - 望月優子、女優・政治家（* 1917年）
- 12月2日 - 加藤富夫、小説家・教員（* 1928年）
- 12月3日 - ルドルフ・コンフナー、工学者・物理学者（* 1909年）
- 12月4日 - 佐藤勇二、実業家（* 1903年）
- 12月5日 - ローランド・カーク、サクソフォーン奏者（* 1935年）
- 12月7日 - 岩田一男、英文学者（* 1910年）
- 12月8日 - 三松正夫、アマチュア火山研究家（* 1888年）
- 12月9日 - 中尾碩志、元プロ野球選手・コーチ、読売ジャイアンツ投手（* 1919年）
- 12月10日 - 渥美かをる、国文学者（* 1911年）
- 12月11日 - 小野瀬忠兵衛、衆議院議員・実業家（* 1899年）
- 12月12日 - 遊部久蔵、経済学者（* 1914年）
- 12月13日 - 小原國芳、教育者・玉川学園創設者（* 1887年）
- 12月13日 - 四方諒二、陸軍軍人（* 1896年）
- 12月13日 - 前田精、日本海軍軍人（* 1898年）
- 12月14日 - 日高第四郎、教育学者・文教官僚（* 1896年）

## （16日 - 31日）

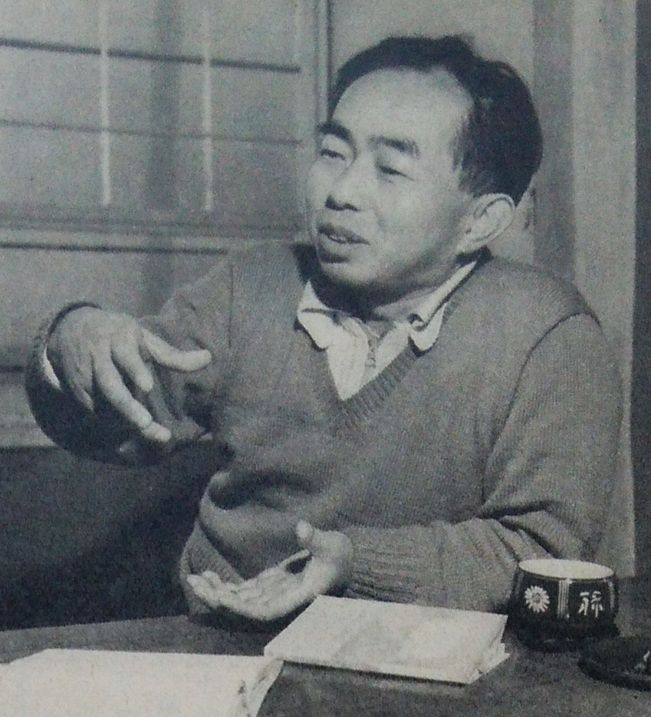
今井誉次郎／12月16日没

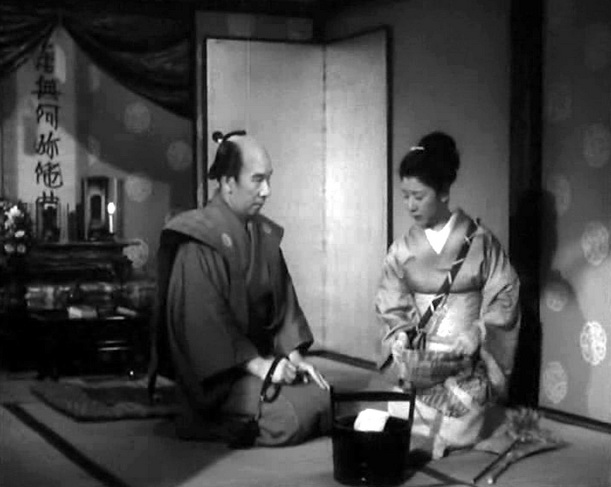
進藤英太郎（左）／12月18日没

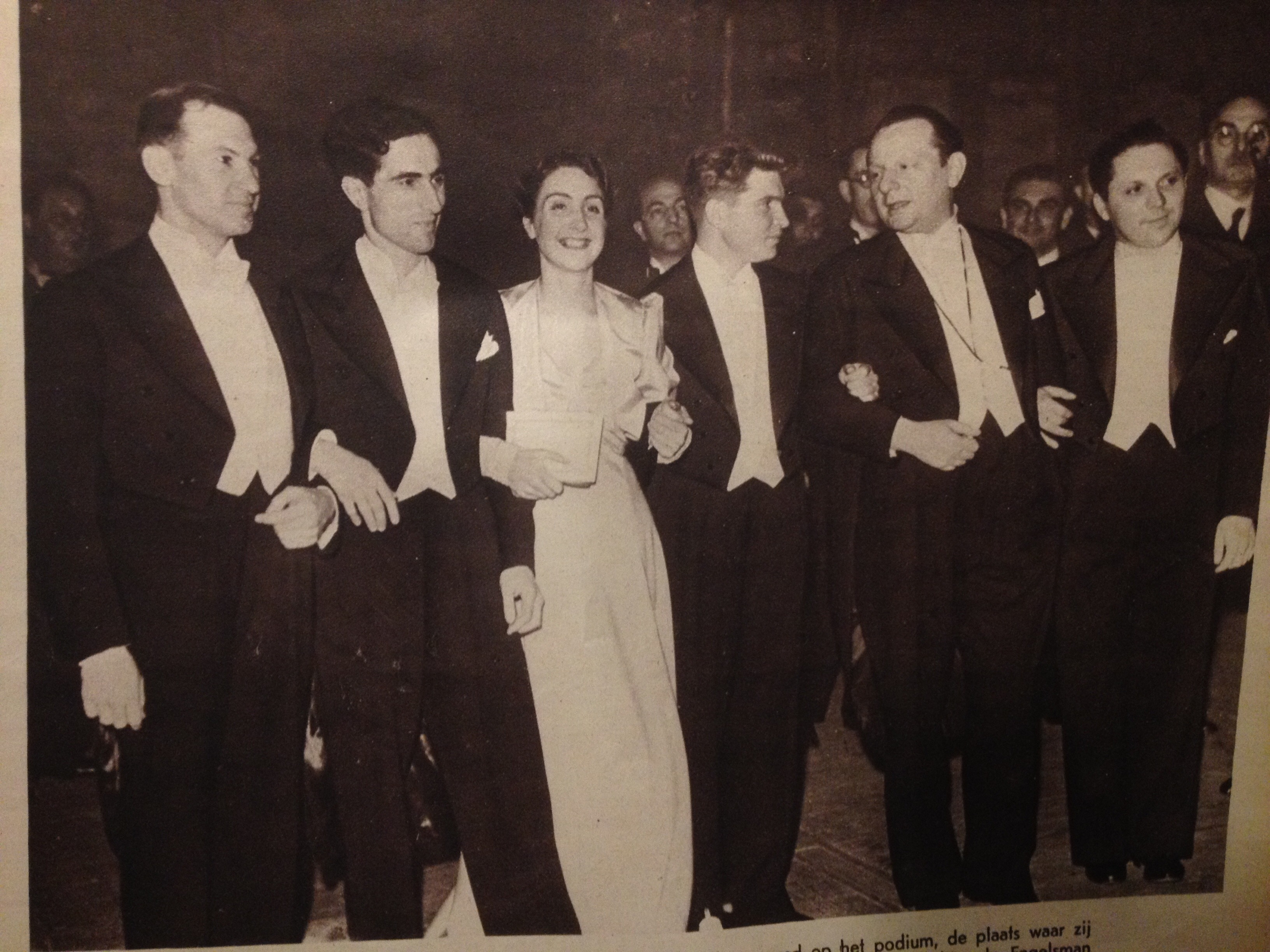
ヤコフ・フリエール（左から2人目）／12月18日没

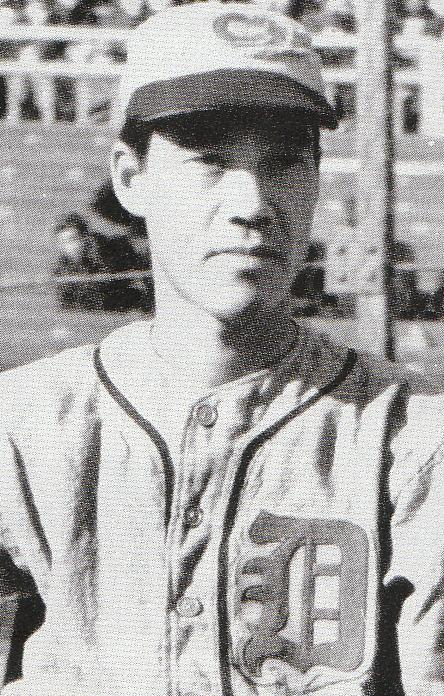
西沢道夫／12月18日没

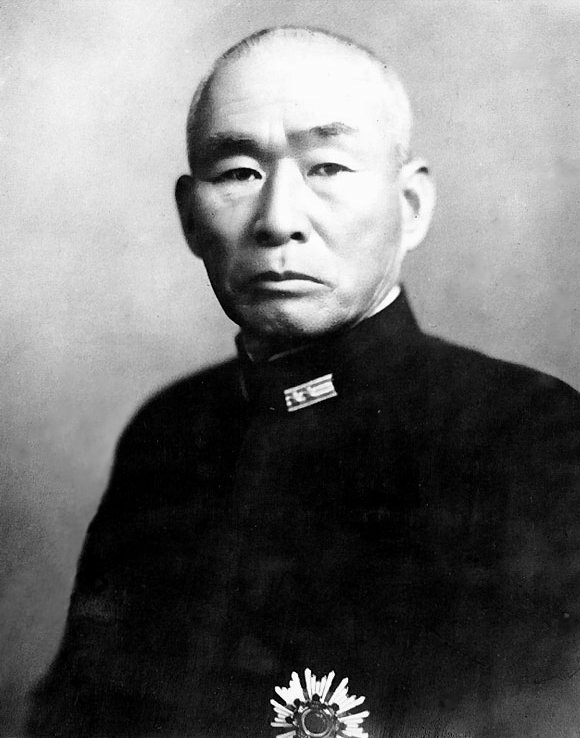
栗田健男／12月19日没

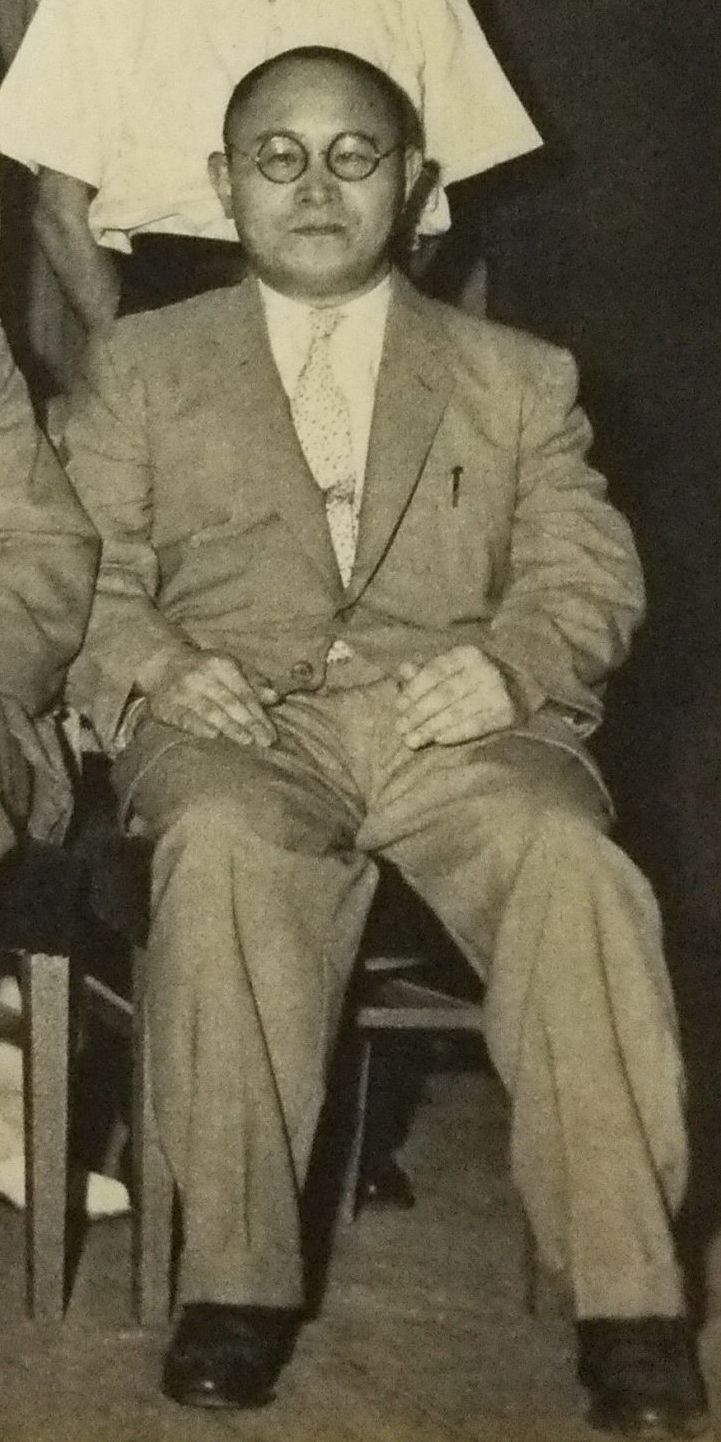
紺野与次郎／12月19日没

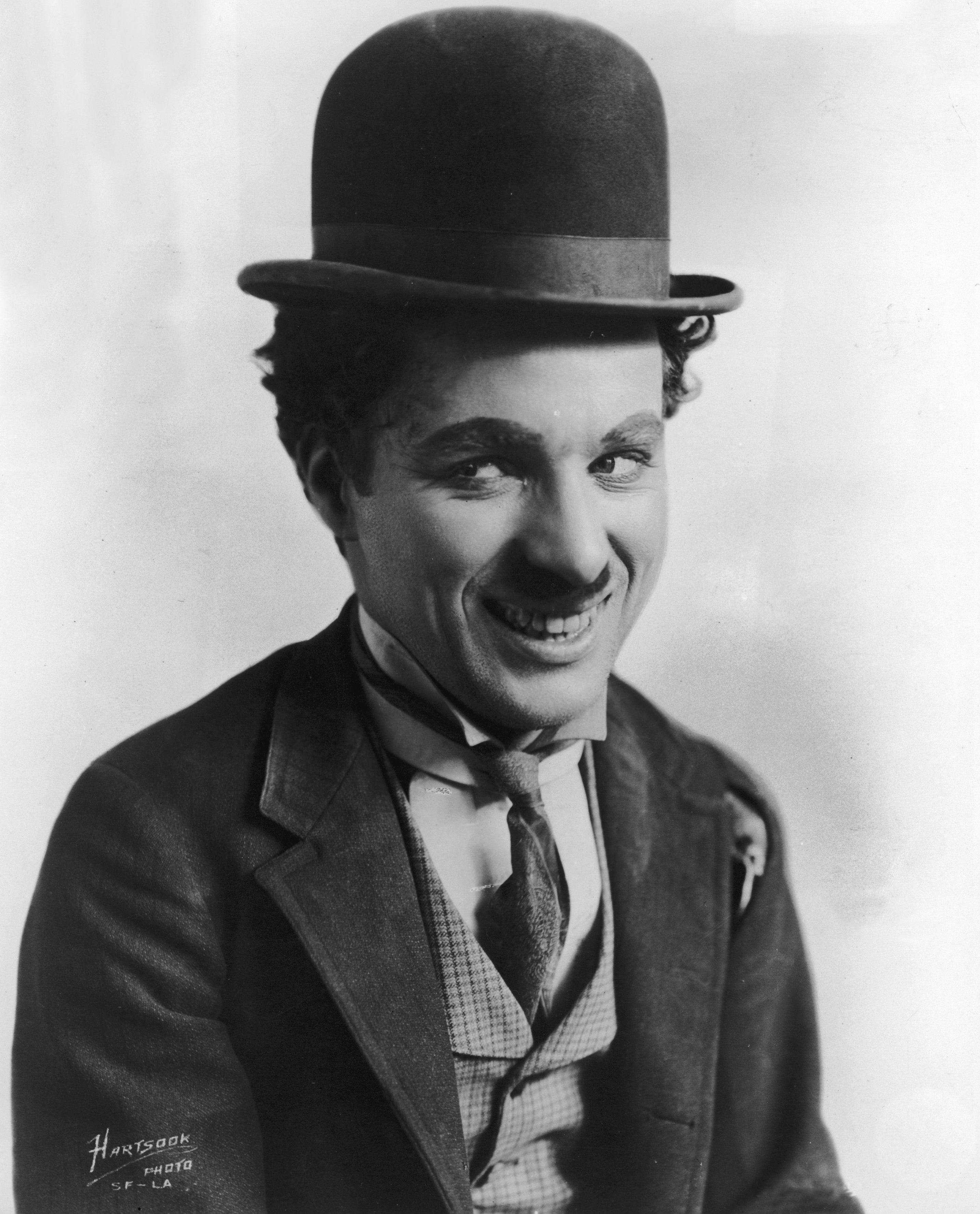
チャールズ・チャップリン／12月25日没

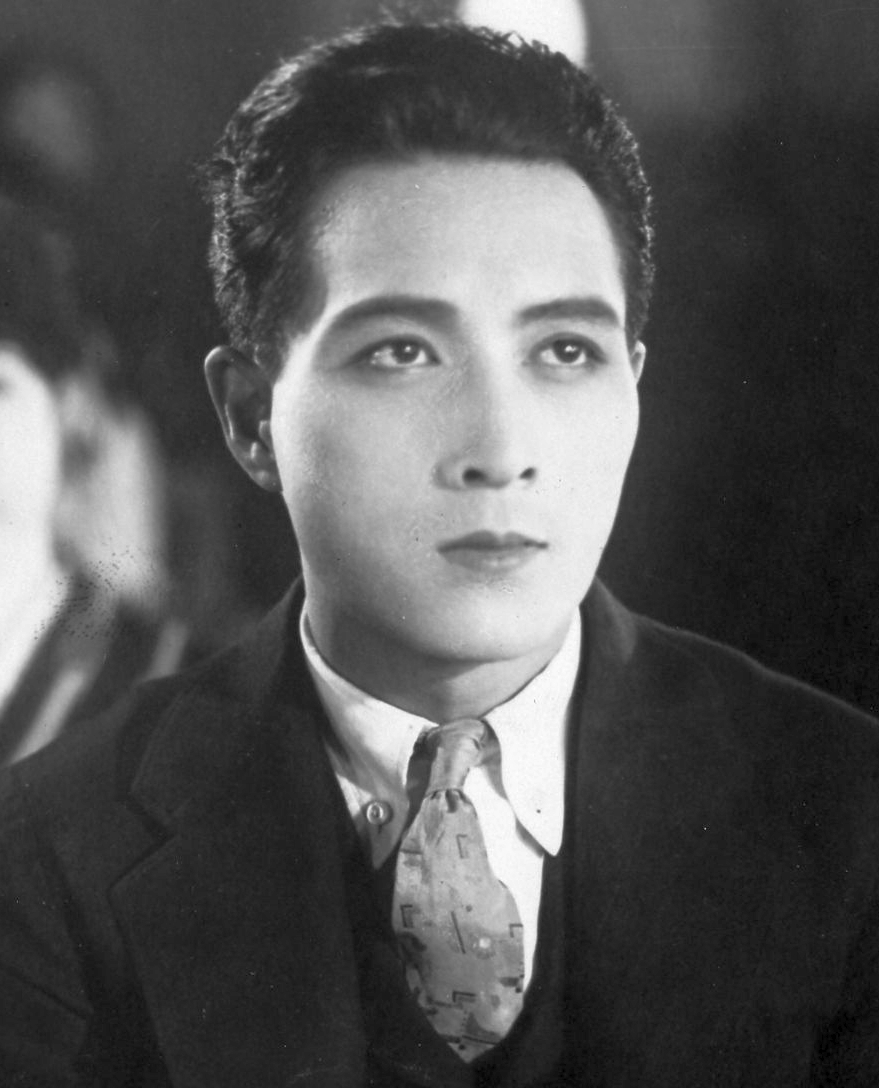
高田稔／12月27日没

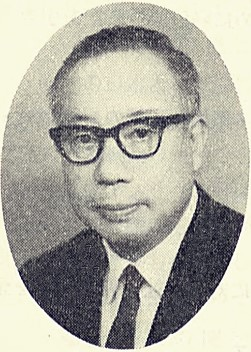
内田常雄／12月29日没

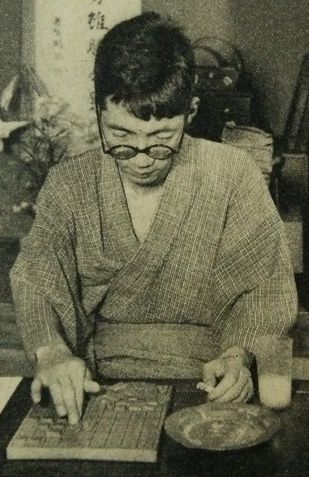
塚田正夫／12月30日没

- 12月16日 - 今井誉次郎、国語教育者・児童文学作家（* 1906年）
- 12月16日 - トーマス・シッパーズ、指揮者（* 1930年）
- 12月17日 - 森末義彰、日本史学者・東京大学名誉教授（* 1904年）
- 12月18日 - 進藤英太郎、俳優（* 1899年）
- 12月18日 - ヤコフ・フリエール、ピアニスト・音楽教師（* 1912年）
- 12月18日 - 西沢道夫、元プロ野球選手（* 1921年）
- 12月19日 - 栗田健男、海軍軍人（* 1889年）
- 12月19日 - 紺野与次郎、労働運動家・政治家（* 1910年）
- 12月22日 - 中澤佑、海軍軍人（* 1894年）
- 12月22日 - 中野正三、柔道家（* 1888年）
- 12月25日 - チャールズ・チャップリン、喜劇俳優（* 1889年）
- 12月25日 - 江口隆哉、ダンサー（* 1900年）
- 12月26日 - 小須田勝造、陸軍軍人・実業家（* 1886年）
- 12月27日 - 高田稔、俳優（* 1899年）
- 12月27日 - 渡辺照宏、仏教学者（* 1907年）
- 12月27日 - 青木靖三、科学史家・神戸大学教養部教授（* 1926年）
- 12月28日 - 呉茂一、西洋古典学者（* 1897年）
- 12月29日 - 柴田衛、鉄道・機械技術者（* 1900年）
- 12月29日 - 内田常雄、政治家（* 1907年）
- 12月30日 - 久野寧、生理学者（* 1882年）
- 12月30日 - 塚田正夫、将棋棋士（* 1914年）